# EMI
För andra betydelser, se EMI (olika betydelser).
EMI var ett brittiskt skivbolag och numera en skivetikett. Det var världens fjärde största skivbolag fram till år 2012, och räknades tillsammans med Universal Music Group, Sony Music Entertainment och Warner Music Group som ett av de fyra stora i musikbranschen. 
År 2012 meddelade Citigroup att man inlett en central försäljning av EMI till Universal. Med anledning av att en monopolsituation inte skulle uppstå granskade EU och amerikanska myndigheter köpet och godkände det den 21 september 2012, med kravet att Universal skulle göra sig av med vissa skivmärken. Parlophone är ett märke som inte fick ingå i köpet varpå Warner förvärvade detta. EMI är idag en del av Universal Music Group.

## Historia
EMI var det äldsta av de fyra stora musikbolagen. Det grundades i mars 1931 som Electric and Musical Industries Ltd. genom en sammanslagning av brittiska Columbia Graphophone Company och The Gramophone Company (tillverkare av His Master's Voice). Inom EMI-koncernen ingick också det ursprungligen tyska skivmärket Parlophone.
1955 tog EMI sig an den amerikanska marknaden genom att köpa Capitol Records. Det har rötter i bolag som grundades så långt tillbaka som 1897.
Electric and Musical Industries Ltd. bytte 1971 namn till EMI Ltd. och dotterbolaget Graphophone Company blev 1973 EMI Records Ltd
En lågprisetikett inom EMI var Music for Pleasure.
I februari 1979 köpte EMI Ltd. United Artists Records och i oktober samma år gick de samman med THORN Electrical Industries Ltd. under namnet THORN EMI.
THORN EMI köpte 1989 50 procent av Chrysalis Records aktier och 1991 de resterande. 1992 köpte de över Richard Bransons Virgin Records och 2002 slogs de Svenska enheterna ihop. 
16 augusti 1996 delades företaget och mediedelen fick namnet EMI Group PLC.
Universal Music återlanserade etiketten EMI Sweden under 2020 med eget kontor på Södermalm
Artister på EMI Sweden
- Hov1
- Veronica Maggio
- Benjamin Ingrosso
- Jakob Hellman
- ADAAM
- Greekazo
- Kerstin Ljungström
- A36
- Faaka

### Sex Pistols
Punkbandet Sex Pistols kontrakterades av EMI, 8 oktober 1976, men EMI löste kontraktet efter en kort tids samarbete den 27 januari 1977. Som svar på skivbolagets behandling av dem, skrev Sex Pistols en hatlåt till EMI som är med på deras album Never Mind the Bollocks (Släppt av Virgin Records). Sången heter just "EMI". 16 år senare "återvände" Sex Pistols till EMI, i och med köpet av Virgin Records.

### DRM
EMI är det första av de stora musikbolagen som valt att fortsättningsvis skippa användandet av DRM. Som anledning till att bolaget väljer att avstå från användandet av kopieringsskydd uppges vara en förhoppning om ökad försäljning av musik som en följd av att den musik som laddas ner går att använda på ett flertal olika spelare oavsett tillverkare, inte bara de som stödjer den ena eller andra varianten av kopieringsskydd. EMI tror att många presumtiva köpare avstår från att köpa musik för att det i dagsläget både är krångligt och oflexibelt att använda nerladdad musik tillsammans med olika spelare.

## EMI-ägda bolag och märken
- Capitol Records
- The China Record Co. (Kina)
- Columbia Nipponophone (Japan)
- Dolores Recordings (Sverige)
- Electrola (Tyskland)
- EMI Christian Music Group
- EMI Gospel
- EMI Music Japan
- EMI (Brasilien)
- EMI Music Sweden
- Forefront Records
- Frituna (dansband)[10]
- GramCo (Indien)
- His Master's Voice
- Mosaic Records (50% ägt via Capitol Records)
- Mute Records
- Odeon
- Parlophone
- Path Orient (Kina)
- Pathé
- Regal-Zonophone
- Sparrow Records
- Sixsteps Records
- Toshiba-EMI (Japan)
- Virgin Records
- Worship Together
- EMI Music Publishing Scandinavia

### Fotnoter
1. ↑  ”Musikindustrin”. 21 september 2012. http://www.musikindustrin.se/2012/09/21/musikbolag_eu_sager_ja_till_universal_emi/. Läst 23 september 2012.
2. ↑  ”BBC”. 21 september 2012. http://www.bbc.com/news/business-19672277. Läst 5 april 2014.
3. ↑  ”UNIVERSAL MUSIC ÅTERLANSERAR EMI SVERIGE”. 6 februari 2020. http://www.musikindustrin.se/2020/02/06/universal-music-aterlanserar-emi-sverige/. Läst 9 oktober 2020.
4. ↑  ”EMI Sweden”. Universal Music. 1 maj 2021. https://universalmusic.se/labels/. Läst 1 maj 2021.
5. ↑  ”EMI SWEDEN UR STARTBLOCKEN”. 10 juni 2020. http://www.musikindustrin.se/2020/06/10/emi-sweden-ur-startblocken/. Läst 9 oktober 2020.
6. ↑  christel (6 december 2023). ”Benjamin Ingrosso till EMI/Universal Music Sweden”. Musikindustrin. https://www.musikindustrin.se/2023/12/06/benjamin-ingrosso-till-emi-universal-music-sweden/. Läst 12 juli 2025.
7. ↑  Lars Nylin (3 november 2021). ”Nya akter på EMI Sweden”. Musikindustrin. https://www.musikindustrin.se/2021/11/03/nya-akter-pa-emi-sweden/. Läst 12 juli 2025.
8. ↑  christel (28 oktober 2024). ”EMI Sweden och In This Dunya kontrakterar artisten Faaka”. Musikindustrin. https://www.musikindustrin.se/2024/10/28/emi-sweden-och-in-this-dunya-kontrakterar-artisten-faaka/. Läst 12 juli 2025.
9. ↑  Lars Nylin (28 juni 2023). ”Veronica Maggio förlänger med Universal Music och Universal Music Publishing”. Musikindustrin. https://www.musikindustrin.se/2023/06/28/veronica-maggio-forlanger-med-universal-music-och-universal-music-publishing/. Läst 12 juli 2025.
10. ↑  ”Danslogen”. 6 mars 2011. http://www.danslogen.se/nyhet/2592. Läst 22 maj 2011.

## Relaterade länkar
- Svenska EMI
- Amerikanska EMI